# Pop Foster
Pour les articles homonymes, voir Foster.
George Murphy Foster (dit Pops), né à McCall en Louisiane en 1892 et mort à San Francisco en 1969, était un contrebassiste américain de jazz.

## Discographie
- Feelin' the spirit (avec Luis Russell, 1929)
- Swing that rhythm (avec Samy Price, 1956)
- The Fabulous Sidney Bechet and His Hot Six With Sidney De Paris (avec Sidney Bechet, 1951)